# لؤلؤي الأرجل
لُؤْلُؤِيُّ الأَرْجُل (الاسم العلمي: Margaropus)، جنس قراد من فصيلة لبوديات صلبة. أنواعه ثلاثة.